# J. David Archibald
James David Archibald, genannt David, (* 23. März 1950 in Lawrence, Kansas) ist ein US-amerikanischer Zoologe und Wirbeltier-Paläontologe, der sich mit fossilen und rezenten Säugetieren befasst. Er ist auch bekannt für seine Forschungen zum Massenaussterben an der Kreide-Tertiär-Grenze.
Archibald studierte an der Kent State University mit dem Bachelor-Abschluss 1972 und wurde 1977 an der University of California, Berkeley in Paläontologie promoviert. Als Post-Doktorand war er Gibbs Instructor an der Yale University. Ab 1979 war er Assistant Professor und später Associate Professor in Yale und Kurator für Säuger am Peabody Museum of Natural History. 1983 wurde er Professor an der San Diego State University und Kurator für Säugetiere am dortigen Museum.
Er untersuchte den Faunenwechsel insbesondere von Säugern zum Zeitpunkt des Massenaussterbens an der Grenze Kreide-Tertiär. Er spricht sich für ein graduelles Aussterben aus, hauptsächlich verursacht durch terrestrische Einflüsse (zurückweichende Meere, insbesondere des Western Interior Seaway, Vulkanismus, Habitat-Fragmentation), mit zusätzlichem Einfluss des Asteroideneinschlags. Er fand, dass schon vor dem Einschlag die Anzahl der Dinosaurierarten in Nordamerika um 40 % abgenommen hatte.
1994 bis 2006 war er Teilnehmer an internationalen Expeditionen (Urbac) zur Erforschung der fossilen Fauna der späten Kreide (Alter 90 Millionen Jahre) an den Ufern eines Inland-Meeres in Usbekistan. Er untersuchte dabei die Säugetierfauna (die von höheren Säugetieren dominiert wurde) und Faunenwechsel.

## Schriften
- A Study of Mammalia and Geology Across the Cretaceous-Tertiary Boundary in Garfield County, Montana, University of California Press 1982
- Dinosauria extinction and the end of an Era - what the fossils say, Columbia University Press 1996
- mit David Fastovsky Dinosaur Extinction in Weishampel, Osmolska, Dodson The Dinosauria, University of California Press, 2. Auflage 2004
- mit N. MacLeod The end-Cretaceous Extinction, in Grzimek’s Animal Life Encyclopedia: Extinction, Gale 2013, 497–512
- Extinction and Radiation: How the Fall of Dinosaurs Led to the Rise of Mammals, Johns Hopkins University Press 2011
- Herausgeber mit Kenneth D. Ross The rise of placental mammals, Johns Hopkins University Press 2005